# Picot de clatell negre
El picot de clatell negre (Picus guerini) és una espècie d'ocell de la família dels pícids (Picidae) que habita boscos, clarianes, ciutats i terres de conreu d'Àsia, a l'ample de la major part del centre, est i sud-est de la Xina, Sud-est Asiàtic, Hainan i Taiwan, i cap a l'oest, a la llarga de l'Himàlaia del sud del Tibet i nord de l'Índia.

Classificat en varies subespècies, alguns autors les inclouen a Picus canus.